# Mausoleopsis albomarginata
Mausoleopsis albomarginata är en skalbaggsart som beskrevs av Lansberge 1882. Mausoleopsis albomarginata ingår i släktet Mausoleopsis och familjen Cetoniidae. Inga underarter finns listade i Catalogue of Life.